# Constantina Tomescuová
Constantina Tomescuová (* 23. ledna 1970 Turburea) je rumunská atletka, běžkyně na dlouhé tratě, olympijská vítězka v maratonu v roce 2008.
První výrazný úspěch na mezinárodních závodech zaznamenala v roce 2004, kdy získala stříbrnou medaili na mistrovství světa v půlmaratonu. O rok později se dokonce v této disciplíně stala mistryní světa a současně vybojovala bronzovou medaili na mistrovství světa v maratonu. Největšího úspěchu dosáhla na olympiádě v Pekingu v roce 2008. Zde zvítězila v čase 2.26:44.

## Osobní rekordy
- Půlmaraton – 1.08:10 (2002)
- Maraton – 2.21:30 (2005)